# Caruso & Co.
Caruso & Co. ist ein vom Hessischen Rundfunk produziertes und 1990 erstmals ausgestrahltes vierteiliges Marionetten-Spiel der Augsburger Puppenkiste.

## Handlung

### 1. Folge: Schöner Sommer
Der Bär Caruso lebt mit der Sau Emely und der Schildkröte Ernestine zusammen in einem Haus am Wald. Caruso ist erkrankt und deshalb sehr unleidlich. Um ihn aufzuheitern, liest Ernestine den Krimi Ein Sommer im Süden vor. Dieser spielt in einem Strandhotel, in dem sich u. a. die bekannte Detektivin Eleonora Eule und ihr Assistent Tim Tatze einquartiert haben. Als vier Paviandamen, angeblich ein Streichquartett, eintreffen, sind die Ermittler misstrauisch, da die Neuankömmlinge nur ihre Instrumentenkoffer, aber kein sonstiges Gepäck mit sich führen. Kurz darauf wird nachts im Zimmer der Henne Fräulein Huhn eingebrochen, ohne dass aber etwas gestohlen wird.

### 2. Folge: Die Mumie
Fräulein Huhn findet in ihrem Zimmer eine an den Spiegel geschriebene Drohung vor. Kurz darauf erscheint ihr am Strand eine sprechende Mumie. Eleonora und Tim bieten sich zur Lösung des Falles an. Sie schleichen sich in das Zimmer der vermeintlichen Musikerinnen und finden dort tatsächlich eine Mumie im Cellokoffer vor. Tim versteckt sich daraufhin selbst darin und macht den eintreffenden Paviandamen Angst. Nachdem sich die Detektive den Verdächtigen offenbaren, berichten diese vom wahren Grund ihres Aufenthaltes. Die Mumie ist der Leichnam eines Pharao, dessen Grab seit viertausend Jahren von Pavianen bewacht wird. Vor Kurzem wurde die Gruft aufgebrochen und ausgeraubt. Aufgrund einer Spur weißer Federn, die bis zum Hotel führt, verdächtigen die Wächterinnen nun die Henne. Eleonora und Tim wenden zur Klärung einen Trick an. Im Speisesaal sprechen sich laut hörbar über den Grabraub und behaupten, dass sich die antiken Schmuckstücke an der Luft langsam auflösen. Nur unter Sand bleiben sie erhalten. Kurz darauf verschwindet die Gans, die erst kürzlich im Hotel als Köchin und Bedienung angestellt wurde. Man findet sie am Strand beim Versuch, die von ihr gestohlenen Schätze zu vergraben.

### 3. Folge: Flussfahrt
Caruso ist von dem Krimi begeistert, Emely stört sich hingegen an dem darin vorkommenden Detlef Dick, einem penetranten Ebers. Im Allgemeinen sieht sie Schweine in der Literatur stets als zu schlecht dargestellt und erzählt daraufhin selbst eine Geschichte. Darin verbringt sie mit Ernestine und Caruso einen Tag am Fluss. Von Durchreisenden erfahren die Drei, dass im Theater hinter dem Stinktierland am selben Tag ein Stück gegeben werden soll. Mit einem Boot machen sie sich auf den Weg dorthin. Dabei trifft das Trio seltsame Zeitgenossen und durchfährt auch das Stinktierland, dessen Name aber nur im übertragenen Sinne zu verstehen ist, da es ausschließlich von Betrügern und anderen Gaunern bewohnt wird.

### 4. Folge: Theater
Die drei Freunde schaffen es, das Stinktierland trotz merkwürdiger und zum Teil gefährlicher Begegnungen mit den Einheimischen schadlos zu durchqueren. Nach einem Picknick kommen sie in der Stadt an und erfahren dort, dass Goldlöckchen und die drei Bären auf der Bühne gegeben werden soll. Kurz darauf spricht sie der Regisseur an. Er möchte Caruso für die Rolle des kleinen Bären verpflichten, da der eigentliche Darsteller ausgefallen ist. Er sagt zu, ist aber vor der Aufführung sehr nervös und ärgert sich auch über das alberne Kinderkostüm. Der Abend wird dennoch ein voller Erfolg und Caruso sieht sich von Bewunderern umringt. Er möchte aber trotzdem noch am selben Tag mit seinen Freundinnen nach Hause zurückkehren. Zwei Hunde, die ebenfalls im Theater waren, docken den Kahn der Drei an ihrem Motorboot an und ziehen sie stromaufwärts. Caruso, Emely und Ernestine sind noch rechtzeitig zum Abendessen wieder in ihrer Hütte.

## Hintergrund
Der Film basiert auf James Edward Marshalls Büchern Ein Sommer im Süden und Bootsfahrt mit Caruso. Auch das Märchen Goldlöckchen und die drei Bären wurde von ihm bearbeitet.
Alle im Film vorkommenden Charaktere sind Tiere. Die Schauspielerin Cornelia Froboess spricht hier die Schildkröte.
Der in Folge 2 von Eleonora Eule erwähnte Zirkus Klutzky ist auch aus Kater Mikesch bekannt. Der von Caruso in der 3. Folge ausgestoßene Fluch ist eine Referenz an die Titelfigur von Bill Bo und seine Kumpane.
2009 erschien der Film auf DVD.